# Liam Bertazzo
Liam Bertazzo (Este, Província de Pàdua, 17 de febrer de 1992) és un ciclista italià, professional des del 2015 fins al 2023. Combina el ciclisme en pista amb la carretera.

## Palmarès en pista
- 2013
  -  Campió d'Europa de Madison (amb Elia Viviani)

### Resultats a laCopa del Món
- 2017-2018
  - 1r a Pruszków, en Persecució per equips

## Palmarès en ruta
- 2014
  - 1r als Boucles de l'Essor
  - 1r al Circuit de l'Essor
  - Vencedor d'una etapa a la Volta a Sèrbia
- 2017
  - 1r a la Volta a la Xina I i vencedor d'una etapa

### Resultats al Giro d'Itàlia
- 2016. Abandona (14a etapa)
- 2018. 143è de la classificació general